# ジョン・ルイス (ジャズ演奏者)

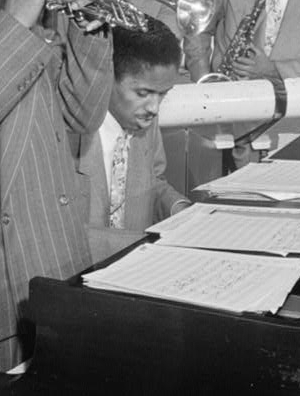
ジョン・ルイス（1946年-1948年）

ジョン・ルイス（John Lewis、1920年5月3日 - 2001年3月29日）は、アメリカのジャズ・ミュージシャン、ピアニスト。

## 来歴
イリノイ州で生まれ、ニューメキシコ州で育つ。
ディジー・ガレスピーの楽団でデビュー。以降、チャーリー・パーカーやマイルス・デイヴィスなどと共演。
1952年に、ガレスピー楽団出身者を集めてモダン・ジャズ・カルテット（MJQ）を結成した。以後、終生にわたってMJQのリーダー格として活動、ビバップに影響を受けながらも、クラシックの室内楽を思わせる端正かつユニークな音楽性を確立した。
1957年、フランス映画『大運河』（監督:ロジェ・ヴァディム）の音楽を担当。ヌーヴェルヴァーグとジャズの関わりにおいて先駆者的存在となる。
一方、ガンサー・シュラーらとともに、ジャズとクラシックの融合を目指した「サード・ストリーム」を追求した。その延長線上で60歳を過ぎてからは、J.S.バッハ作曲の「平均律クラヴィーア曲集 第1巻・前奏曲とフーガ」全曲に挑み、原曲に即興演奏を交えたその演奏は話題になった。また作編曲家としても卓越した業績を残す。
妻のミリヤナ・ヴルバニッチ（Mirjana Vrbanic）はクロアチア出身のピアニストでハープシコード奏者。ミリヤナ・ルイス名義でも活動。夫ジョン・ルイスと共演したアルバムもある。

## 代表作 （いずれもMJQとしてのアルバム）
- コンコルド
- ジャンゴ
- ピラミッド

## アルバム
- アフタヌーン・イン・パリ (1956年)
- ジョン・ルイス・ピアノ (1956年)
- 前奏曲とフーガ集（J.S.バッハ作曲平均律クラヴィーア曲集第I巻) (1984年)